# Trichaphaenops cerdonicus
Trichaphaenops cerdonicus is een keversoort uit de familie van de loopkevers (Carabidae). De wetenschappelijke naam van de soort is voor het eerst geldig gepubliceerd in 1903 door Abeille de Perrin.